# Eurocopter EC135
Pour les articles homonymes, voir EC135.
 (février 2014).
Si vous disposez d'ouvrages ou d'articles de référence ou si vous connaissez des sites web de qualité traitant du thème abordé ici, merci de compléter l'article en donnant les références utiles à sa vérifiabilité et en les liant à la section « Notes et références ».
L'Airbus Helicopters H135 (anciennement EC135) est un hélicoptère biturbine léger polyvalent produit par Airbus Helicopters.

## Description
Le H135 est un biturbine léger pouvant remplir un nombre de missions très variées. En effet il est intensivement utilisé à travers le monde en tant qu'hélicoptère de secours, mais aussi pour des missions de police, offshore, travail aérien, VIP et dans certains pays dans sa version militaire H135M comme hélicoptère de reconnaissance armé, de lutte antichar, d'appui tactique tout temps ou de dépose de commandos en territoire hostile.
Il est doté d'une vaste cabine pour sa catégorie permettant d'accueillir selon la configuration 7 passagers et 1 pilote ou 6 passagers et 2 pilotes ou 1/2 pilote(s), 1 médecin et 1 infirmier en plus d'un blessé.
Ses larges portes coquilles situées à l'arrière de la cabine permettent un chargement aisé du brancard en position allongée.
Il est équipé de deux turbomoteurs Turbomeca Arrius 2B2 ou Pratt & Whitney PW206B2 équipés de FADEC, ce qui facilite la conduite moteur et par conséquent réduit la charge de travail du pilote tout en assurant une puissance optimale tout au long des différentes phases de vol.
Son rotor anti-couple de type fenestron lui permet une baisse du niveau sonore et apporte de grands avantages du point de vue de la sécurité du personnel au sol.

## Historique
Il est une évolution très poussée du BO105 de MBB qui avait connu un développement avancé dans les années 1980 (désigné Bo 108) devant au départ uniquement servir de démonstrateur pour les nouvelles technologies.
Ce prototype était notamment équipé de commandes de vol électriques (CDVE) et d'un rotor principal sans articulations d'un type nouveau, réduisant d'une part au minimum le bruit et les vibrations provoquant une fatigue des matériaux et offrant d'autre part des avantages en termes d'agilité et de réactivité.
Lors de la création d'Eurocopter en 1990, on entrevoyait déjà à l'époque de bonnes chances de succès sur le marché pour le BO108. Le développement du programme se poursuivit en Allemagne tandis que la partie française d'Eurocopter (l'ancienne division hélicoptère du groupe Aérospatiale-Matra) apporta de son côté le rotor anti-couple de type fenestron.
Le premier vol eut lieu à Ottobrunn près de Munich (bureau d'études et fabrication des prototypes) le 15 février 1994. La production en série (à Donauwörth) débuta en 1996. Le modèle de base se décline en plusieurs versions civiles et militaires (EC635).
Début 2014, environ 1 100 appareils ont été construits. Ce chiffre est porté à 1 300 unités en janvier 2018 et 1 400 fin octobre 2020.

## Position du H135 dans la gamme Airbus Helicopters
L'EC130 n'est pas une version monomoteur du H135 mais une évolution de l'AS350 Écureuil (AS350 B4) pourvue d'un rotor anti-couple de type fenestron. 
L'H145 n'est pas une version allongée du H135 mais une évolution profonde du BK117 (BK117 C2), re-motorisé et doté du même poste de pilotage que l'EC135. Son nouveau rotor principal à 5 pales sans articulations reprend en partie celui du H135 4 pales.

## Variantes
| Modèle   | Motorisation (2 moteurs)              | Puissance unitaire (kW) par moteur | Masse maximale au décollage (kg) | Certification |
| -------- | ------------------------------------- | ---------------------------------- | -------------------------------- | ------------- |
| EC135P1  | Pratt & Whitney Canada PW206B         | 463                                | 2630                             |               |
| EC135T1  | Turbomeca Arrius 2B1 ou 2B1A ou 2B1A1 | 435                                | 2630                             |               |
| EC135T2  | Turbomeca Arrius 2 B2                 | 452                                | 2835                             |               |
| EC135P2  | Pratt & Whitney PW206B2               | 463                                | 2835                             |               |
| EC135P2+ | Pratt & Whitney PW206B2               | 498                                | 2910                             |               |
| EC135T2+ | Turbomeca Arrius 2 B2                 | 473                                | 2910                             | 2006          |
| EC135T2e | Turbomeca Arrius 2 B2                 | 473                                | 2950                             |               |
| EC135P2e | Pratt & Whitney PW206B2               | 463                                | 2950                             |               |
| EC135T3  | Turbomeca Arrius 2 B2 plus            | 492                                | 2980                             |               |
| EC135P3  | Pratt & Whitney PW206B3               | 528                                | 2980                             |               |

## Utilisateurs civils

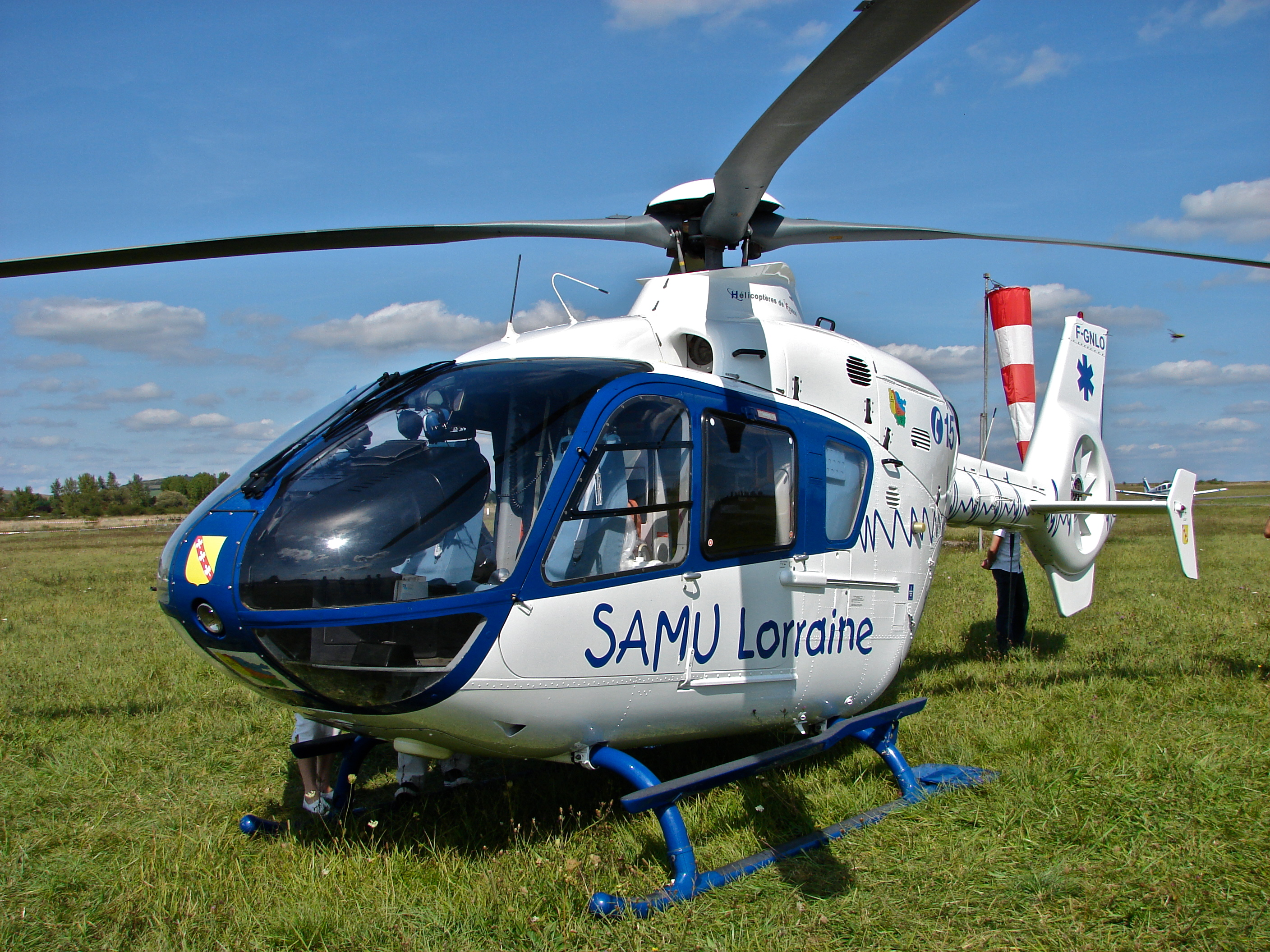
EC135 du SAMU Lorraine basé à Nancy.

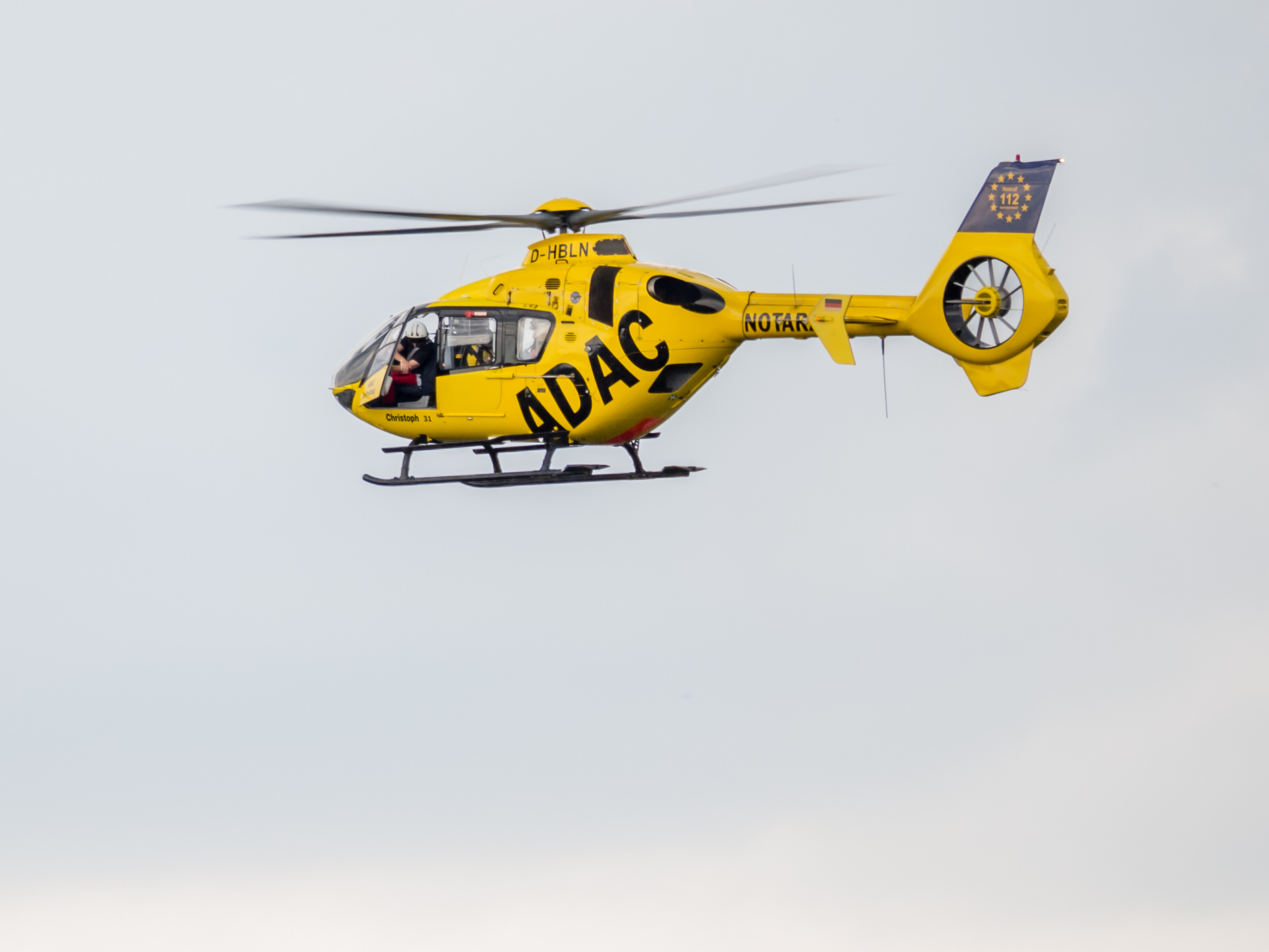
ADAC

- Allemagne : ADAC, DRF, Police fédérale
- Autriche : ÖAMTC, SHS, Wucher helikopter, Heli Austria GmbH
- Belgique : MUG heli bruge
- Espagne : Commande de 18 appareils pour le ministère de l’Intérieur en novembre 2021[6].
- France : SAMU (Babcock France, SAF Aerogroup, HDF, MBH), RTE
- Italie : Babcock, elifriulli, air green
- Liechtenstein : hélicoptère de sauvetage transfrontalier (A,CH,D) AP 3 "Christoph Liechtenstein" basé à Balzers mis en œuvre par Lions Air.
- Royaume-Uni : Police, Babcock Onshore Air Ambulance[réf. nécessaire]
- Slovaquie : air transport europe
- Suisse : Air Glaciers, Air Zermatt, HUG (Genève - opéré par la REGA), Lions Air (Lions 1, Lions 3).
- États-Unis : Air Methods, CJ Systems, PHI, Era Helicopters[réf. nécessaire]
- Pologne: 23 exemplaires en service dans la Lotnicze Pogotowie Ratunkowe pour des missions de sauvetage. Ils remplacent les vénérables PZL MI-2 en service jusqu'ici.
- Roumanie: 2 EC135P2,1 EC135T2 et 1 EC135T2+ sont en service au sein du ministère de l’intérieur et du ministère roumain de la santé
- République tchèque: en service dans la police et au sein des sociétés Alfa Helicopter et Delta System Air pour des missions de sauvetage
- Pays-Bas: 2 appareils remplacent des bo105 au sein de la politie, 5 exemplaires en service à l'ANWB (automobile club des Pays-Bas) pour des missions de secours aériens
- Suède:en service dans la "Polis" (remplacé par des Bell 429 depuis quelques années).
- Turquie : THK Gökçen Aviation[7].
- Norvège : Norwegian air ambulance
- Danemark : Falck air ambulance
- Finlande : Finnish air ambulance
- Japon : Doctor heli
- Hongrie : Magyar Légimentő (sauvetage aérien hongrois)

## Utilisateurs militaires et gouvernementaux
- Australie : 5 EC135 T3 employés par l'armée de terre australienne loués au ministère britannique de la défense pour cinq ans à partir de mi-2024[8]
- Autriche : Bundespolizei
- Allemagne : 15 EC135 T1 utilisés par la Heer sur la base de Buckburg pour l'entrainement et l'instruction de base en remplacement des Alouettes II
- Brésil : 2 EC135 T2i (VH-35 dans la nomenclature de la force aérienne brésilienne) utilisés pour le transport de VIP. 3 EC135 d'occasion commandé par la marine brésilienne le 21 février 2019[9]. Livrés entre 2020 et décembre 2021[10].
- Canada : 19 EC 135 commandés pour l'aviation royale canadienne le 4 novembre 2024. Les hélicoptères seront assemblés et livrés depuis le site industriel d'Airbus Helicopters situé à Fort Érié en Ontario[11].
- Espagne : 9 EC 135P2 en service dans la Guardia civil, 4 EC135T2+ en service dans le batallón de helicópteros de emergencia et 12 appareils en service dans l'Ejército de Tierra à des fins d’entraînement et d'instruction. Commande le 23 novembre 2021 de 18 appareils pour le ministère de la Défense[6] destiné à l'armée de l'air et la marine et 18 pour le ministère de l'intérieur pour la Guardia Civil et la police nationale[12]. Il va substituer le Hughes OH-6 Cayuse.
- France : 15 EC135 T2+ livrés à la gendarmerie nationale. 5 EC135 T2+ en service au sein de la Direction générale des Douanes et Droits indirects.
- Irlande : 2 EC135 P2 livrés en 2005 à l'Irish Air Corps pour les missions de soutien, 2 EC135T2 livrés à la Guarda pour les missions de police.
- Japon : 15 hélicoptères d'entraînement pour la force maritime d'autodéfense japonaise.
- Kurdistan : Plusieurs exemplaires, peut-être pris sur la commande irakienne[13].
- Gabon : 4 EC135 en service dans l'aviation légère des armées sont basés à Libreville.
- Suisse : 18 EC635 et 2 EC-135 (VIP) remplacent les Alouette III des escadrilles de transport des forces aériennes suisses à partir de 2008 pour les remplacer définitivement en 2010.
- Irak : L'Irak commande, le 25 mars 2009, 24 exemplaires de l'Eurocopter EC635T2+ livrés à partir du 18 juin 2010 en service au sein du 55e escadron de l’aviation de l'armée (de terre) irakienne. Un fait un atterrissage d'urgence le 20 juin 2010 et un est abattu le 12 décembre 2014[14].
- Jordanie : 16 exemplaire de l'EC-635T1 sont en service dans la Royale Jordanian Air force et 4 EC-635T2i dans le Police Air Wing.
- Maroc : 
  - Groupement aérien de la gendarmerie royale : 3 EC135T2+
  - Forces royales air : Le 18 juillet 2022, Airbus annonce avoir conclu un accord avec les Forces royales aériennes, portant sur la vente de 12 hélicoptères H135[15].
- Argentine : 3 EC135T2+ en service dans la policia federal Argentina, un nombre indéterminé d'EC135 sont en service également dans la gendarmeria Argentina.
- Chili : Des EC135P2+ sont en service dans les carabinieros de chile.
- Lituanie : Des EC 135 sont en service au sein des gardes frontières
- Slovénie : 1 EC 135 T2 acquis en 2007 pour renforcer la surveillance de la frontière de l'espace Schengen
- Croatie : 2 ec135 P2+ en service dans la policija au côté d'un Bell 212 et d'un aw139

## Culture populaire
- L'EC135 est la vedette de la série allemande Helicops où il joue le rôle d'un hélicoptère ultra moderne et sophistiqué au service de la police de Berlin[réf. nécessaire].

## Accidents
Le 29 novembre 2013, un H135 (EC135) modèle T2 de la police écossaise s'écrase sur un bar-restaurant  à Glasgow occasionnant 3 morts dans l'appareil et 7 morts au sol. Le bureau accident britannique (AAIB) dans son rapport du 23 octobre 2015 écrit : « Aucun défaut majeur d'usure antérieur à l'impact n'est identifié sur aucune partie physique ni logicielle de l'aéronef. » Puis « Les pompes d'injection de carburant ont été mises à l'arrêt pour une raison inconnue » et enfin « l'hélicoptère ne se pose pas dans les 10 minutes maximum après la mise à l'arrêt, comme l'y oblige la procédure d'urgence en cas de signal de niveau de carburant faible »,,.
Le 8 décembre 2020, un H135 (EC135) s'écrase dans les Alpes françaises, occasionnant cinq morts à son bord et un blessé critique, le pilote. Malgré le confinement et la fermeture de toutes les stations d'altitude, l'appareil effectuait un entraînement au treuillage de nuit sur un flanc de montagne boisé à 1800 mètres d'altitude. Il a pu heurter un arbre, la visibilité étant nulle, les précipitations de neige s'ajoutant à une absence de lune (le 8 décembre 2020 : Luminosité de la Lune à 36 %, lever de Lune à 1 h 26). Les victimes sont le pilote (rescapé), un pilote en formation, deux policiers secouristes de la CRS, un moniteur de treuil et un élève en formation de treuil. La compagnie privée Service Aérien Français compte 40 appareils en service.

## Notes et références

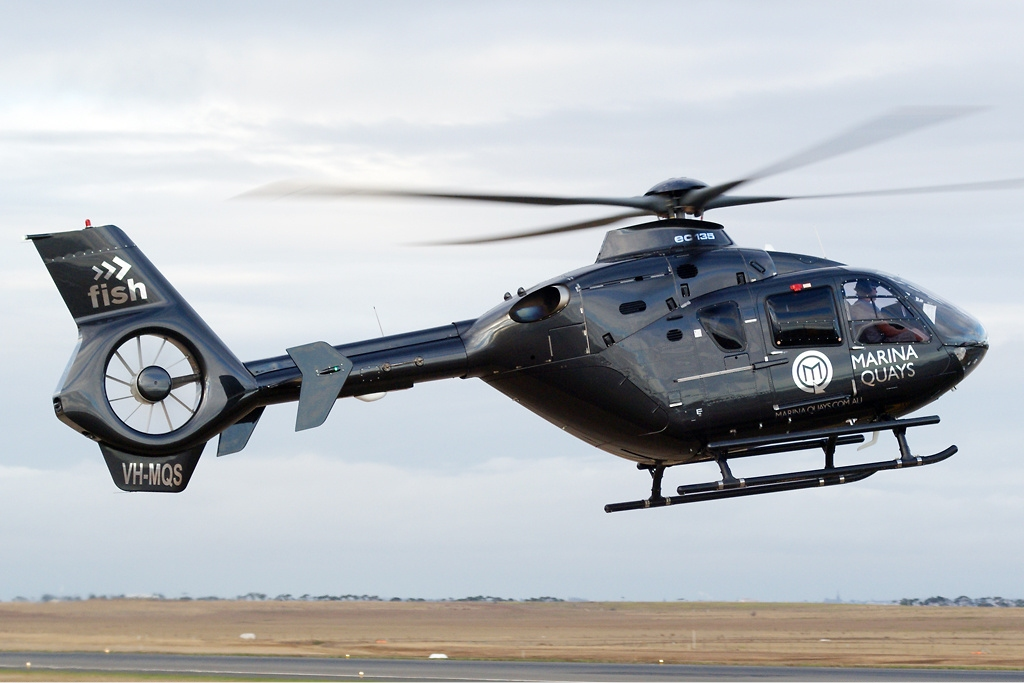
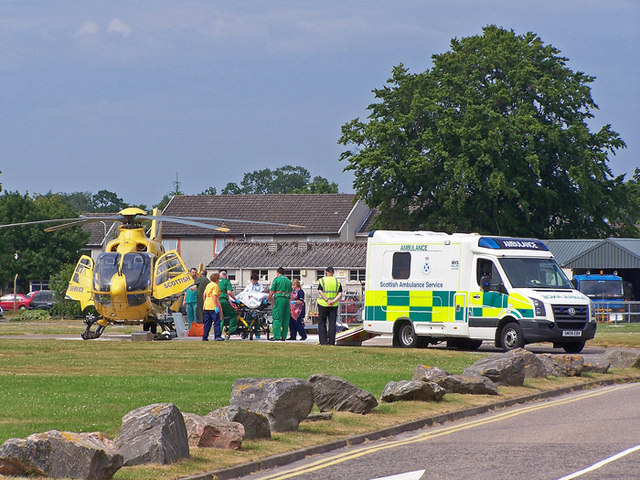
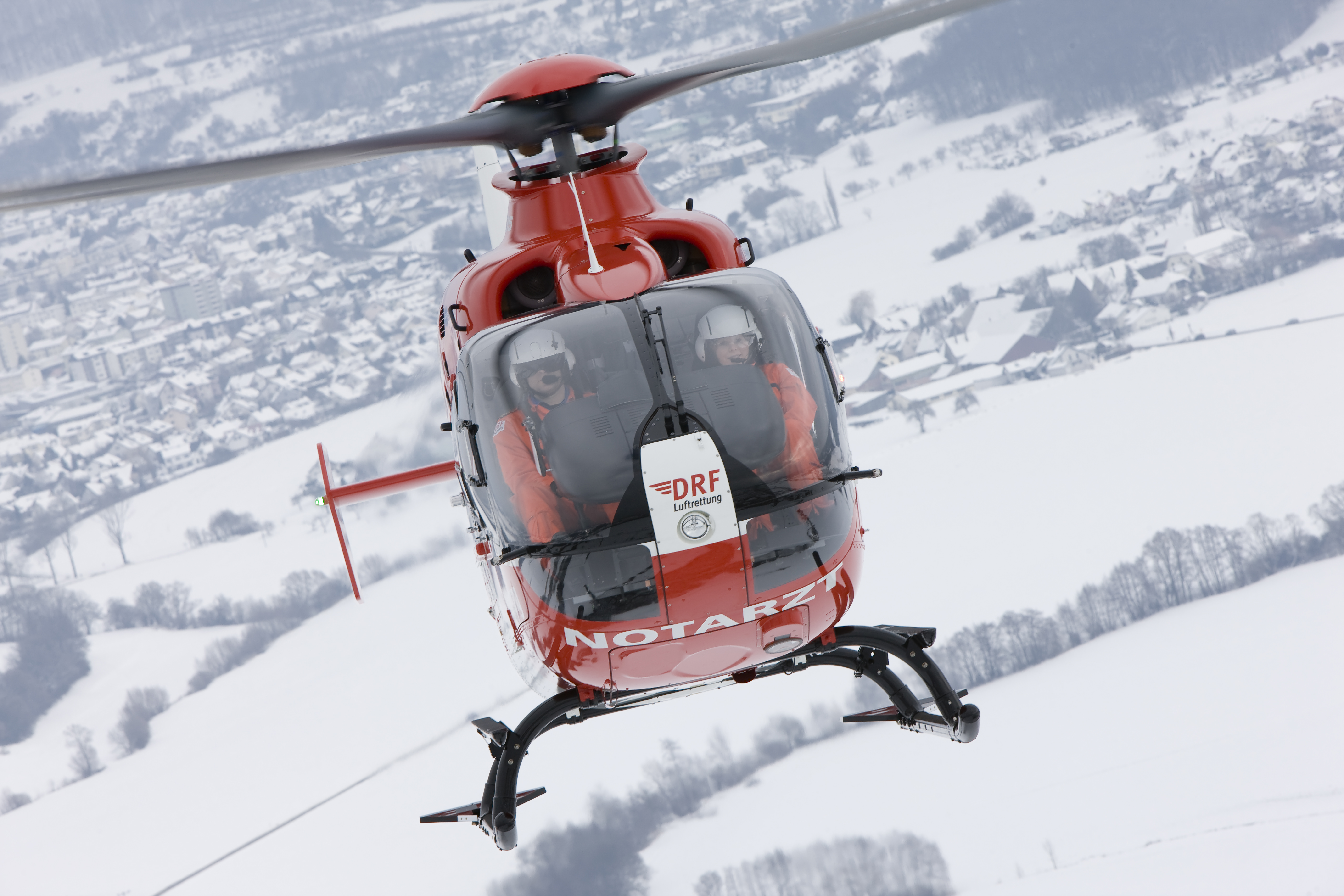
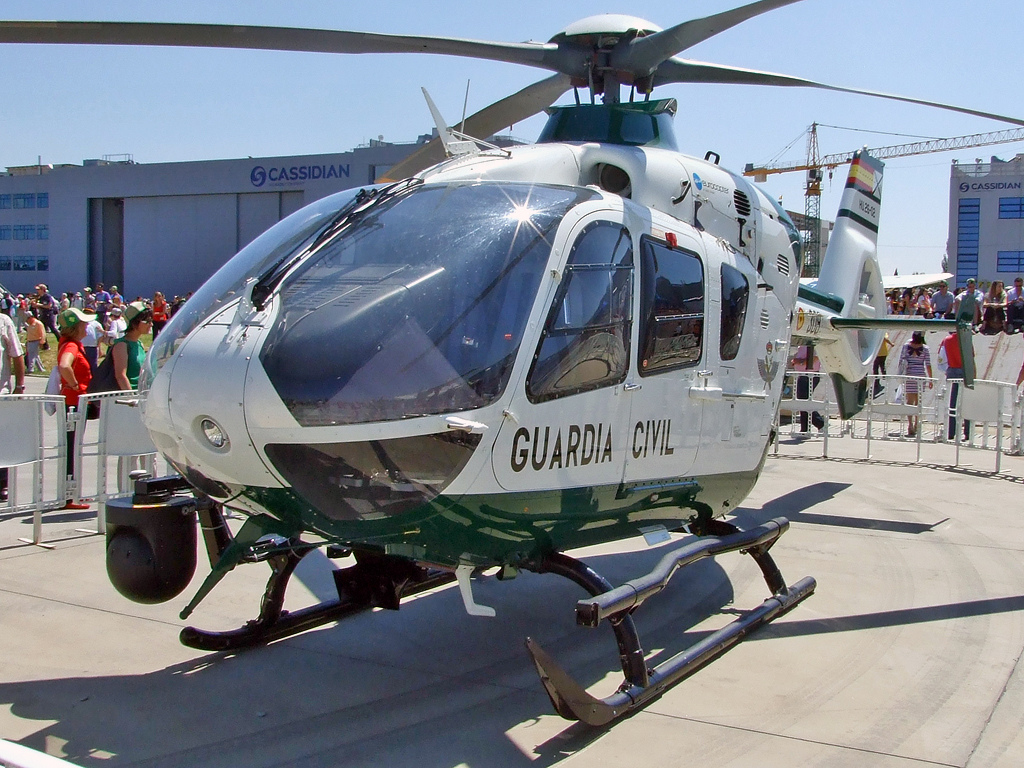

### Hélicoptères comparables
- Agusta 109
- Bell 429
- MD-900 Explorer